# Irish Chamber Orchestra
Az Irish Chamber Orchestra (ICO) ír klasszikus zenei együttes, amelynek székhelye a Limericki Egyetemen van.

## Története
Az Irish Chamber Orchestrát Fürst János alapította 1963-ban.  Az Irish Chamber Orchestra hosszú évekig csak vonósokból állt mint állandó együttes, szükség esetén szabadúszóként fúvósokkal, rézfúvósokkal és ütősökkel kiegészülve. Az ICO 1970-ben alakult újjá New Irish Chamber Orchestra néven, André Prieur vezető karmester vezetésével.. 1978-ban a zenekar először turnézott Észak-Amerikában. 1995-ben a zenekar ismét újjáalakult, visszatérve eredeti nevéhez, az Irish Chamber Orchestrához.
2022 májusától Thomas Zehetmair lett a vezető karmestere és művészeti partnere.
A zenekarral dolgozó ír zeneszerzők közé tartozik Frank Corcoran, Mícheál Ó Súilleabháin és Bill Whelan.
A Plectrum & Bow című CD-kiadvány Steve Mackey amerikai zeneszerzővel és gitárossal közös felvételt tartalmaz, amelyen Mackey-nek az Irish Chamber Orchestra, az Academy of St-Martin-in-the-Fields és az amerikai Notre Dame Egyetem DeBartolo Performing Arts Centerének közös megrendelésére készült Concerto for Violin and Strings, Four Iconoclastic Episodes című műve hallható. 
További felvételei közé tartozik a Night Moves, amelyet Gérard Korsten vezényelt, és a Hommage, amely John Kinsella ír zeneszerző műveit tartalmazza.
Az Irish Chamber Orchestra egyedi építésű, akusztikailag modellezett stúdióval rendelkezik a Limericki Egyetem campusán.

## Zenei és művészeti vezetők
- Fürst János
- André Prieur
- Nicholas Kraemer (művészeti igazgató, 1986-1992)
- Fionnuala Hunt (zenei igazgató, 1995-2002)
- Nicholas McGegan (zenei igazgató, 2002-2005)
- Anthony Marwood (művészeti igazgató, 2006-2011)
- Jörg Widmann (vezető vendégkarmester/művészeti partner, 2011-2017; vezető karmester/művészeti partner, 2017-2022)[16].
- Takács-Nagy Gábor (művészeti vezető partner, 2013-tól napjainkig)
- Thomas Zehetmair (vezető karmester/művészeti partner, 2022-től napjainkig)

## Fordítás
Ez a szócikk részben vagy egészben  az   Irish Chamber Orchestra című angol Wikipédia-szócikk fordításán alapul.  Az eredeti cikk szerkesztőit annak laptörténete sorolja fel. Ez a jelzés csupán a megfogalmazás eredetét és a szerzői jogokat jelzi, nem szolgál a cikkben szereplő információk forrásmegjelöléseként.